# Élections sénatoriales de 2014 dans les Alpes-Maritimes
Les élections sénatoriales de 2014 dans les Alpes-Maritimes ont lieu le dimanche 28 septembre 2014. Elles ont pour but d'élire les cinq sénateurs représentant le département au Sénat pour un mandat de six années.

## Rappel des résultats de 2008
| Tête de liste  | Tête de liste      | Liste          | Voix  | %      | Élus |
| -------------- | ------------------ | -------------- | ----- | ------ | ---- |
|                | Jean-Pierre Leleux | UMP            | 858   | 48,01  | 3    |
|                | René Vestri        | UMP            | 328   | 18,35  | 1    |
|                | Marc Daunis        | PS             | 254   | 14,21  | 1    |
|                | Pierre Laffitte    | UMP            | 164   | 9,18   |      |
|                | Émile Tornatore    | PCF            | 116   | 6,49   |      |
|                | Pascale Vaillant   | MoDem          | 33    | 1,85   |      |
|                | Rémi Gaechter      | Verts          | 19    | 1,06   |      |
|                | Lydia Schénardi    | FN             | 15    | 0,84   |      |
|                |                    |                |       |        |      |
| Inscrits       | Inscrits           | Inscrits       | 1 813 | 100,00 |      |
| Abstentions    | Abstentions        | Abstentions    | 8     | 0,44   |      |
| Votants        | Votants            | Votants        | 1 805 | 99,56  |      |
| Blancs et nuls | Blancs et nuls     | Blancs et nuls | 18    | 1,00   |      |
| Exprimés       | Exprimés           | Exprimés       | 1 787 | 99,00  |      |

## Sénateurs sortants
| Sénateur | Sénateur            | Parti | Autre fonction          |
| -------- | ------------------- | ----- | ----------------------- |
|          | Marc Daunis         | PS    | Maire de Valbonne       |
|          | Colette Giudicelli  | UMP   | Conseillère générale    |
|          | Jean-Pierre Leleux  | UMP   | Maire de Grasse         |
|          | Hélène Masson-Maret | UMP   |                         |
|          | Louis Nègre         | UMP   | Maire de Cagnes-sur-Mer |

## Collège électoral
En application des règles applicables pour les élections sénatoriales françaises, le collège électoral appelé à élire les sénateurs des Alpes-Maritimes en 2014 se compose de la manière suivante:
| Délégués des communes                             |                        |                       |                       |          |                     |
|                                                   | Conseillers municipaux | Délégués / commune    | Communes concernées   | Délégués | % collège électoral |
| Délégués des communes de moins de 9 000 habitants |                        |                       |                       |          |                     |
| - communes de < 100 habitants                     | 7                      | 1                     | 18                    | 18       | 0,89%               |
| - communes de < 500 habitants                     | 11                     | 1                     | 46                    | 46       | 2,26%               |
| - communes de < 1500 habitants                    | 15                     | 3                     | 36                    | 108      | 5,31%               |
| - communes de < 2 500 habitants                   | 19                     | 5                     | 13                    | 65       | 3,20%               |
| - communes de < 3 500 habitants                   | 23                     | 7                     | 9                     | 63       | 3,10%               |
| - communes de < 5 000 habitants                   | 27                     | 15                    | 12                    | 180      | 8,85%               |
| - communes de < 9 000 habitants                   | 29                     | 15                    | 9                     | 135      | 6,64%               |
| Délégués des communes de 9 000 à 29 999 habitants |                        |                       |                       |          |                     |
| - communes de < 10 000 habitants                  | 29                     | 29                    | 1                     | 29       | 1,43%               |
| - communes de < 20 000 habitants                  | 33                     | 33                    | 9                     | 297      | 14,61%              |
| - communes de < 30 000 habitants                  | 35                     | 35                    | 4                     | 140      | 6,89%               |
| Délégués des communes de 30 000 habitants et plus |                        |                       |                       |          |                     |
| - Le Cannet (42 754 hab.)                         | 43                     | 58                    | 1                     | 58       | 2,85%               |
| - Cagnes-sur-Mer (46 632 hab.)                    | 43                     | 63                    | 1                     | 63       | 3,10%               |
| - Grasse (51 631 hab.)                            | 45                     | 72                    | 1                     | 72       | 3,54%               |
| - Cannes (72 607 hab.)                            | 49                     | 102                   | 1                     | 102      | 5,02%               |
| - Antibes (75 176 hab.)                           | 49                     | 105                   | 1                     | 105      | 5,16%               |
| - Nice (344 064 hab.)                             | 69                     | 461                   | 1                     | 461      | 22,68%              |
| Délégués des communes                             | Délégués des communes  | Délégués des communes | Délégués des communes | 1 942    | 95,52%              |
| Conseillers généraux                              | Conseillers généraux   | Conseillers généraux  | Conseillers généraux  | 52       | 2,56%               |
| Conseillers régionaux                             | Conseillers régionaux  | Conseillers régionaux | Conseillers régionaux | 25       | 1,23%               |
| Députés                                           | Députés                | Députés               | Députés               | 9        | 0,44%               |
| Sénateurs                                         | Sénateurs              | Sénateurs             | Sénateurs             | 5        | 0,25%               |
| Total                                             | Total                  | Total                 | Total                 | 2033     | 100,00%             |

1. ↑  Dans les communes de moins de 9 000 le conseil municipal élit en son sein des délégués dont le nombre dépend de la taille de la commune.
2. ↑  Dans les communes de 9 000 à 29 999 habitants, tous les conseillers municipaux sont délégués. Il n'y a pas de délégués supplémentaires
3. ↑  Dans les communes de plus de 30 000 habitants, tous les conseillers municipaux sont délégués et, en complément, le conseil municipal désigne des délégués supplémentaires à raison d'un par tranche de 800 habitants au-delà de 30 000 habitants

## Présentation des candidats
Les nouveaux représentants sont élus pour une législature de 6 ans au suffrage universel indirect par les grands électeurs du département. Dans les Alpes-Maritimes, les cinq sénateurs sont élus au scrutin proportionnel plurinominal. Chaque liste de candidats est obligatoirement paritaire et alterne entre les hommes et les femmes. 8 listes ont été déposées dans le département, comportant chacune 7 noms. Elles sont présentées ici dans l'ordre de leur dépôt à la préfecture et comportent l'intitulé figurant aux dossiers de candidature.

### Debout la République
| N° | Candidats | Candidats                | Parti | Principales fonctions |
| -- | --------- | ------------------------ | ----- | --------------------- |
| 01 |           | Thierry Giorgio          | DLR   |                       |
| 02 |           | Sophie Giroud-Mori       | DLR   |                       |
| 03 |           | Jérôme Durif             | DLR   |                       |
| 04 |           | Marie-Madeleine Caillaux | DLR   |                       |
| 05 |           | Jean-Louis Massena       | DLR   |                       |
| 06 |           | Éliette Trouche          | DLR   |                       |
| 07 |           | Didier Burdin            | DLR   |                       |

### Front national
| N° | Candidats | Candidats             | Parti | Principales fonctions            |
| -- | --------- | --------------------- | ----- | -------------------------------- |
| 01 |           | Lydia Schénardi       | FN    | Conseillère régionale            |
| 02 |           | Robert Ripoll         | FN    |                                  |
| 03 |           | Anne Chevalier        | FN    |                                  |
| 04 |           | Jean-Pierre Castiglia | FN    |                                  |
| 05 |           | Catherine Dorten      | FN    | Conseillère municipale de Cannes |
| 06 |           | Jean-Pierre Daugreilh | FN    | Conseiller municipal de Vence    |
| 07 |           | Claudia Ceresa        | FN    |                                  |

### Divers droite
| N° | Candidats | Candidats           | Parti | Principales fonctions          |
| -- | --------- | ------------------- | ----- | ------------------------------ |
| 01 |           | Jean-Pierre Leleux  | UMP   | Sénateur sortant               |
| 02 |           | Denise Leiboff      | DVD   | Maire de Lieuche               |
| 03 |           | Patrice Novelli     | DVD   | Conseiller municipal de Menton |
| 04 |           | Françoise Thomel    | DVD   |                                |
| 05 |           | Philippe Buerch     | DVD   |                                |
| 06 |           | Kareen Woignier     | DVD   |                                |
| 07 |           | Pierre Max Dupeyrat | DVD   |                                |

### Europe Écologie Les Verts
| N° | Candidats | Candidats                  | Parti | Principales fonctions |
| -- | --------- | -------------------------- | ----- | --------------------- |
| 01 |           | Annabelle Jaeger           | EELV  |                       |
| 02 |           | Alain Ginouvier            | EELV  |                       |
| 03 |           | Mari-Luz Hernandez-Nicaise | EELV  |                       |
| 04 |           | Éric Carbone               | EELV  |                       |
| 05 |           | Jeannine Thiemonge         | EELV  |                       |
| 06 |           | Jacques Perez              | EELV  |                       |
| 07 |           | Joëlle Faguer              | EELV  |                       |

### Divers droite
| N° | Candidats | Candidats           | Parti | Principales fonctions                                 |
| -- | --------- | ------------------- | ----- | ----------------------------------------------------- |
| 01 |           | Olivier Bettati     | UMP   | Conseiller général, conseiller municipal de Nice      |
| 02 |           | Hélène Masson-Maret | UMP   | Sénatrice sortante                                    |
| 03 |           | Joël Pasquelin      | DVD   | Maire de Spéracèdes                                   |
| 04 |           | Christine Spiteri   | DVD   |                                                       |
| 05 |           | Philippe Rion       | DVD   | Maire de Castillon                                    |
| 06 |           | Sophie Charensol    | DVD   |                                                       |
| 07 |           | Maxime Coullet      | DVD   | Conseiller général, maire de Saint-Cézaire-sur-Siagne |

### Front de gauche
| N° | Candidats | Candidats            | Parti | Principales fonctions          |
| -- | --------- | -------------------- | ----- | ------------------------------ |
| 01 |           | Gérard Piel          | PCF   | Conseiller municipal d'Antibes |
| 02 |           | Catherine Cohen-Seat | PCF   |                                |
| 03 |           | Jean Nicolas         | PCF   |                                |
| 04 |           | Anne Manauthon       | PCF   |                                |
| 05 |           | Philippe Gandin      | PCF   |                                |
| 06 |           | Emmanuelle Gaziello  | PCF   |                                |
| 07 |           | Pippo Oliveri        | PCF   |                                |

### Parti socialiste
| N° | Candidats | Candidats               | Parti | Principales fonctions                                             |
| -- | --------- | ----------------------- | ----- | ----------------------------------------------------------------- |
| 01 |           | Marc Daunis             | PS    | Sénateur sortant, maire de Valbonne                               |
| 02 |           | Dominique Boy- Mottard  | PS    | Conseillère municipale de Nice                                    |
| 03 |           | Marc Vignal             | PS    | Maire de La Penne                                                 |
| 04 |           | Evelyne Rigouard        | PS    |                                                                   |
| 05 |           | José Garcia Abia        | PS    | Conseiller municipal du Cannet                                    |
| 06 |           | Rosalba Nicoletti Dupuy | PS    |                                                                   |
| 07 |           | Marc Orsatti            | PS    | Conseiller régional, conseiller municipal de Saint-Laurent-du-Var |

### Union pour un mouvement populaire
| N° | Candidats | Candidats                 | Parti | Principales fonctions                             |
| -- | --------- | ------------------------- | ----- | ------------------------------------------------- |
| 01 |           | Dominique Estrosi Sassone | UMP   | Conseillère générale, adjointe au maire de Nice   |
| 02 |           | Louis Nègre               | UMP   | Sénateur sortant, maire de Cagnes-sur-Mer         |
| 03 |           | Colette Giudicelli        | UMP   | Sénatrice sortante, conseillère générale          |
| 04 |           | Henri Leroy               | UMP   | Conseiller général, maire de Mandelieu-la-Napoule |
| 05 |           | Danielle Tubiana          | UDI   | Conseillère régionale                             |
| 06 |           | Michel Rossi              | UMP   | Maire de Roquefort-les-Pins                       |
| 07 |           | Christiane Ricort         | UMP   | Adjointe au maire de Lucéram                      |

## Résultats
| Tête de liste | Tête de liste             | Liste       | Voix  | %      | Sièges |  |
| ------------- | ------------------------- | ----------- | ----- | ------ | ------ |  |
|               | Dominique Estrosi Sassone | UMP-UDI     | 852   | 42,92  | 3      |  |
|               | Jean-Pierre Leleux        | UMP         | 430   | 21,66  | 1      |  |
|               | Marc Daunis               | PS          | 236   | 11,89  | 1      |  |
|               | Olivier Bettati           | UMP         | 233   | 11,74  |        |  |
|               | Lydia Schénardi           | FN          | 132   | 6,65   |        |  |
|               | Gérard Piel               | PCF         | 69    | 3,48   |        |  |
|               | Annabelle Jaeger          | EELV        | 30    | 1,51   |        |  |
|               | Thierry Giorgio           | DLR         | 3     | 0,15   |        |  |
|               |                           |             |       |        |        |  |
| Inscrits      | Inscrits                  | Inscrits    | 2 028 | 100,00 |        |  |
| Abstentions   | Abstentions               | Abstentions | 21    | 1,04   |        |  |
| Votants       | Votants                   | Votants     | 2 007 | 98,96  |        |  |
| Blancs        | Blancs                    | Blancs      | 8     | 0,40   |        |  |
| Nuls          | Nuls                      | Nuls        | 14    | 0,70   |        |  |
| Exprimés      | Exprimés                  | Exprimés    | 1 985 | 98,90  |        |  |

### Sénateurs élus
| Sénateur | Sénateur                  | Parti |
| -------- | ------------------------- | ----- |
|          | Marc Daunis               | PS    |
|          | Dominique Estrosi Sassone | UMP   |
|          | Louis Nègre               | UMP   |
|          | Colette Giudicelli        | UMP   |
|          | Jean-Pierre Leleux        | UMP   |